# Décès en janvier 1986
Décès
- 1982
- 1983
- 1984
- 1985
- 1986
- 1987
- 1988
- 1989
- 1990

Pour une information complémentaire, voir la page d'aide.

| Date        | Nom                | Activités                                                                                                   | Âge | Source |  |
| ----------- | ------------------ | --- | --- | ------ |  |
| 1er janvier | Eibhlín Ní Bhriain | journaliste irlandaise                                                                                      | 60  |        |  |
| 4 janvier   | Phil Lynott        | musicien et chanteur de Thin Lizzy                                                                          | 36  |        |  |
| 6 janvier   | Jean Even          | peintre français                                                                                            | 75  |        |  |
| 6 janvier   | Fernand Oubradous  | bassoniste, chef d'orchestre et compositeur français                                                        | 82  |        |  |
| 7 janvier   | Madeleine Baltus   | linguiste française                                                                                         | 80  |        |  |
| 8 janvier   | Gunter Böhmer      | peintre, dessinateur et illustrateur allemand                                                               | 74  |        |  |
| 10 janvier  | Ernst Lehner       | footballeur international allemand devenu entraîneur                                                        | 73  |        |  |
| 10 janvier  | Joe Farrell        | saxophoniste et flûtiste de jazz américain                                                                  | 48  |        |  |
| 10 janvier  | Jaroslav Seifert   | poète austro-hongrois puis tchécoslovaque                                                                   | 84  |        |  |
| 11 janvier  | Roger Trinquier    | officier parachutiste, ayant participé à la guerre d'Indochine, à la crise de Suez et à la guerre d'Algérie | 77  |        |  |
| 12 janvier  | Marcel Arland      | écrivain français                                                                                           | 86  |        |  |
| 14 janvier  | Daniel Balavoine   | chanteur français                                                                                           | 33  |        |  |
| 14 janvier  | Thierry Sabine     | organisateur du Paris-Dakar                                                                                 | 36  |        |  |
| 14 janvier  | Donna Reed         | actrice américaine                                                                                          | 64  |        |  |
| 15 janvier  | Anna Zemánková     | peintre, dessinatrice et pastelliste austro-hongroise puis tchécoslovaque                                   | 77  |        |  |
| 16 janvier  | Ryūzaburō Umehara  | peintre japonais du style yō-ga                                                                             | 97  |        |  |
| 19 janvier  | Nikola Perlić      | footballeur international yougoslave                                                                        | 73  |        |  |
| 23 janvier  | Joseph Beuys       | artiste allemand                                                                                            | 64  |        |  |
| 23 janvier  | Marcel Pujalte     | joueur et entraîneur de football français                                                                   | 65  |        |  |
| 26 janvier  | Bernard Lorjou     | peintre et graveur (lithographie, eau-forte et gravure sur bois) français                                   | 77  |        |  |
| 27 janvier  | Nikhil Banerjee    | joueur de sitar indien                                                                                      | 54  |        |  |
| 27 janvier  | Lilli Palmer       | actrice, écrivaine et peintre allemande                                                                     | 71  |        |  |
| 28 janvier  | Ronald E. McNair   | astronaute américain                                                                                        | 35  |        |  |
| 28 janvier  | Christa McAuliffe  | institutrice américaine                                                                                     | 37  |        |  |
| 28 janvier  | Francis R. Scobee  | astronaute américain                                                                                        | 46  |        |  |
| 28 janvier  | Judith A. Resnik   | astronaute américaine                                                                                       | 36  |        |  |
| 28 janvier  | Ellison S. Onizuka | astronaute américain                                                                                        | 39  |        |  |
| 28 janvier  | Gregory B. Jarvis  | astronaute américain                                                                                        | 41  |        |  |
| 28 janvier  | Michael J. Smith   | astronaute américain                                                                                        | 40  |        |  |
| 28 janvier  | François Bonnet    | Footballeur français                                                                                        | 74  | .      |  |
| 29 janvier  | Jiří Žák           | résistant austro-hongrois puis tchécoslovaque                                                               | 68  |        |  |
| 30 janvier  | Federico Ezquerra  | coureur cycliste espagnol                                                                                   | 76  |        |  |
| 30 janvier  | Gusztáv Sebes      | footballeur international hongrois devenu entraîneur et sélectionneur de son pays                           | 80  |        |  |